# Rivière Chaboillez
Rivière Chaboillez är ett vattendrag i Kanada.   Det ligger i provinsen Québec, i den sydöstra delen av landet, 500 km nordväst om huvudstaden Ottawa.
Omgivningarna runt Rivière Chaboillez är en mosaik av jordbruksmark och naturlig växtlighet. Runt Rivière Chaboillez är det mycket glesbefolkat, med 4 invånare per kvadratkilometer.